# Ернест Бруксбенк
Ернест Джордж Ронні Бруксбенк (англ. Ernest George Ronnie Brooksbank, нар. 30 травня 2023) — друга дитина та молодший син принцеси Євгенії і її чоловіка Джека Бруксбенка. Станом на 2024 рік посідає 13 місце в лінії успадкування британського престолу.

## Біографія
Про свою другу вагітність принцеса Євгенія повідомила на своїй сторінці в Instagram та зазначила, що поява дитини на світ очікується влітку 2023 року
.
30 травня 2023 р. о 8:49 год. за місцевим часом принцеса народила сина Ернеста Джорджа Ронні, вагою 7 фунтів 1 унція (3200 грамів).
Дитину назвали на честь «його пра-пра-прадіда Джорджа, його діда Джорджа і діда принцеси Євгенії Рональда».